# Mario D'Acquisto
Pour les articles homonymes, voir D'Acquisto.
Mario D'Acquisto, né le 12 janvier 1931 à Palerme, est un homme politique italien.
Membre de la Démocratie chrétienne, il est président de la Région sicilienne entre 1980 et 1982.

## Biographie

### Débuts politiques
Avocat et journaliste diplômé en droit, il milite dans des associations catholiques et au sein de la DC dont il devient secrétaire provincial adjoint pour Palerme.
Issu du courant d'Amintore Fanfani dans les années 1950, il fait partie de la jeune garde qui prend des responsabilités dans la province de Palerme autour de Giovanni Gioia. Par la suite membre du courant de Giulio Andreotti et de son représentant local Salvatore Lima, D'Acquisto est proche des milieux mafieux de l'île, notamment du clan de Vicari et de son chef Giuseppe Marsala, du fils duquel il est le témoin de mariage.
Il est élu à l'Assemblée régionale sicilienne en 1963 et y siège durant cinq législatures. En avril 1970, il est appelé au gouvernement par Mario Fasino qui lui confie le portefeuille du Travail et de la Coopération jusqu'en février 1971, puis celui des Travaux publics jusqu'à la fin de la législature. Absent des deux dernières juntes de Fasino, il retrouve sous la présidence de Vincenzo Giummarra en décembre 1972 le portefeuille du Travail qu'il conserve dans le premier gouvernement Bonfiglio mais ne participe pas au deuxième gouvernement Bonfiglio formé après les élections régionales de 1976. Puis, il devient assesseur au Budget et aux Finances dans les 33e et 34e gouvernements siciliens, portés par Piersanti Mattarella entre 1978 et 1980.
À cette époque, il est également maire de Mezzojuso.

### Président de la région sicilienne
Après l’assassinat de Mattarella en janvier 1980 qui anesthésie les velléités de réforme de la politique sicilienne, et l'abandon lors du congrès de février de l'ouverture de la DC au PCI défendue par le secrétaire général sortant Benigno Zaccagnini, la coalition des forces progressistes siciliennes semble menacée. La DC sicilienne, représentée par Salvatore Lima pour l'aile droite et Nicoletti pour l'aile gauche, ne souhaite pas mettre fin immédiatement à cette alliance, mais pour clore trois mois de vacances de pouvoir, durant lesquels l'intérim est assuré par le socialiste Gaetano Giuliano, elle porte à la présidence Mario D'Acquisto le 17 avril 1980, lequel forme une junte tripartite DC-PRI-PSDI le 2 mai.
Il assure la gestion courante des affaires, lance quelques chantiers de construction et porte une loi en faveur de l'emploi des jeunes qui pèsera sur les finances régionales. Il forme une nouvelle junte le 7 août 1981, après les élections régionales de juin avec les soutiens des trois partis sortants, ainsi que du PSI, qui obtient la présidence de l'ARS, la vice-présidence de la junte et trois ministères importants, et des libéraux. L'activité gouvernementale est alors plus dense, s'inscrivant dans la lignée de Mattarella et travaillant étroitement avec l’État italien.
Durant les presque 3 années de présidence, les assassinats par la mafia se multiplie : le capitaine des carabiniers Emanuele Basile, le procureur général de la République Gaetano Costa, le maire DC de Castelvetrano Vito Lipari, le maréchal Vito Jevolella, le secrétaire régional du PCI Pio La Torre et son collaborateur Rosario Di Salvo (aux funérailles desquels sa prise de parole est huée par la foule qui voit en lui le symbole de la classe politique sicilienne corrompue), le médecin légiste Paolo Giaccone, le préfet Carlo Alberto dalla Chiesa (duquel il s'était opposé avec d'autres membres du courant andréottien à sa nomination à Palerme, selon Virginio Rognoni) et son épouse Emanuela Setti Carraro, le policier Calogero Zucchetto.

### Député et sous-secrétaire italien
En 1983, il est élu à la Chambre des députés. Il est inquiété en 1984 par l'enquête contre les cousins Ignazio et Antonino Salvo qu'il aurait favorisé dans leurs affaires.
Réélu en 1987, il est nommé sous-secrétaire d’État au Budget et à la Programmation économique dans le Gouvernement Goria (30 juillet 1987-13 avril 1988) puis sous-secrétaire d’État aux Grâces et à la Justice dans le Gouvernement De Mita (15 avril 1988-22 juillet 1989). Il est ensuite président de la commission du Budget puis de la commission des Finances à la Chambre, d'octobre 1989 à avril 1992.
Aux élections générales italiennes de 1992, qui se tiennent quatre semaines après l'assassinat par la mafia de Salvo Lima, D'Acquisto est le seul lieutenant andréottien à être réélu à la Chambre. Il est vice-président de la Chambre d'avril 1992 à juin 1993.
Après la chute de la DC, il est l'un des fondateurs du Centre chrétien-démocrate de Pier Ferdinando Casini en Sicile, avec Calogero Corrao, Raffaele Lombardo et Salvatore Cardinale.
Il ne se représente pas aux élections générales de 1994. Il est nommé en 2002 par le Gouvernement Berlusconi II président d'Italia Lavoro Sicilia — entreprise étatique, instrument de la politique publique de l'Emploi — poste qu'il a occupé jusqu'en juin 2009.